# General Ballivián
Pour les articles homonymes, voir Ballivián.
General Ballivián est une localité du nord-ouest de l'Argentine, située dans le département de General José de San Martín de la province de Salta.

## Description
La petite ville est née à la suite du développement de l'extraction pétrolière qui eut lieu dans cette région.  

De climat subtropical parfois torride, General Ballivián est enclavé entre la forêt subtropicale des versants et le Chaco salteño, au pied des Sierras de Tartagal.
La localité se trouve sur la route nationale 34. Elle se situe également à l'extrémité occidentale de l'importante route nationale 81 qui relie le nord-ouest argentin au río Paraguay (kilomètre 1800).

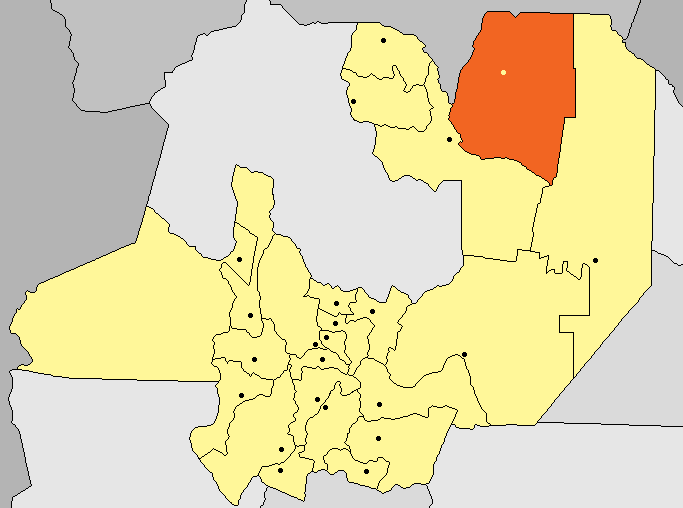
Département General José de San Martín

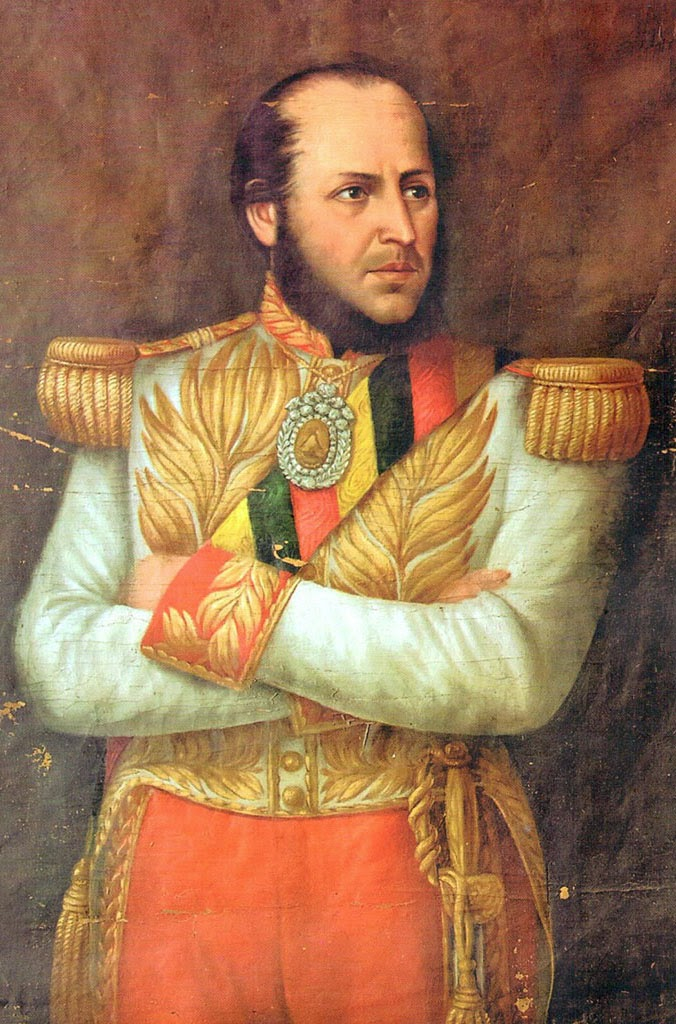
Général José Ballivián Segurola, président de la Bolivie entre 1841 et 1847

## Toponymie
La ville a reçu son nom en hommage au général José Ballivián Segurola, président de la Bolivie entre 1841 et 1847.

## Population
La commune comptait 1 591 habitants en 2001, soit une hausse de 51,7 % par rapport aux 1 049 recensés en 1991.